# Акиёси, Тосико
Тосико Акиёси (яп. 穐吉 敏子 Акиёси Тосико, род. 12 декабря 1929) — японская и американская джазовая пианистка и композитор. На протяжении 30 лет руководила джазовым оркестром.
Акиёси четырнадцать раз номинировалась на премию «Грэмми» и стала первой женщиной, выигравшей награды «Лучший аранжировщик» и «Лучший композитор» по итогам ежегодного опроса читателей журнала DownBeat. В 1997 году она была награждена Медалью Почёта с пурпурной лентой. В 2004 году Акиёси удостоилась ордена Восходящего солнца 4 степени. В 2007 году американским Национальным фондом искусств она была признана мастером джаза.

## Биография
Тосико Акиёси родилась 12 декабря 1929 года в Ляояне в Маньчжурии в семье японских колонистов, где помимо неё были ещё три старшие сестры. В 1945 году, после окончания Второй мировой войны, семья Акиёси потеряла дом и вернулась в Японию, поселившись в Беппу. Здесь местный коллекционер пластинок познакомил Тосико с джазом, когда играл запись «Sweet Lorraine» в исполнении Тедди Уилсона. Она сразу полюбила это звучание и стала интересоваться джазом. В 1952 году во время турне по Японии канадский пианист Оскар Питерсон обратил внимание на Акиёси, выступавшую в клубе в Гиндзе. Будучи под впечатлением от её исполнения, Питерсон убедил продюсера Нормана Гранца записать Акиёси. В 1953 году под руководством Гранца она записала первый альбом. В записи участвовала команда Питерсона: Херб Эллис играл на гитаре, Рэй Браун — на контрабасе, Джеймс Чарльз Херд — на барабанах. Альбом вышел в США под названием Toshiko’s Piano и в Японии под названием Amazing Toshiko Akiyoshi.
Акиёси продолжила изучать джаз в Музыкальном колледже Беркли в Бостоне. Перед этим, в 1955 году, она написала письмо основателю колледжа Лоренсу Берку с просьбой дать ей шанс учиться в нём. После года прений с Государственным департаментом США и японскими чиновниками Берк получил разрешение зачислить Акиёси. Он обеспечил ей полную стипендию и отправил ей по почте авиабилет до Бостона. В январе 1956 года Акиёси стала первым японским студентом в колледже Беркли. Вскоре она появилась в выпуске передачи What’s My Line?, вышедшем 18 марта 1956 года на «Си-би-эс». В 1998 году в Беркли ей была присвоена степень доктора музыки.
После переезда в США Акиёси испытывала трудности из-за своего японского происхождения. Некоторые слушатели видели в ней скорее диковинку, чем талантливого музыканта. По словам Акиёси, её успех объяснялся отчасти тем, что она воспринималась странной. В интервью газете Los Angeles Times она рассказывала: «В те дни японка, играющая как Бад Пауэлл, была чем-то очень новым. Поэтому вся пресса, всё внимание были прикованы ко мне не потому, что я была неподдельной… А потому что я казалась необычной».
В 1959 году Акиёси вышла замуж за саксофониста Чарли Мариано. В браке родилась дочь Мандей Мариано, также известная как Митиру Акиёси. В 1967 году, после образования нескольких групп вместе, супруги развелись. В том же году Акиёси познакомилась с саксофонистом Лью Табакином, за которого вышла замуж в 1969 году. В 1972 году они с Митиру переехали в Лос-Анджелес. В марте следующего года Акиёси и Табакин основали биг-бенд из 16 музыкантов. Акиёси сочиняла музыку и занималась аранжировкой, а Табакин выступал как основной солист на саксофоне-теноре и флейте. В 1974 году коллектив выпустил первый альбом — Kogun (яп. 孤軍, «Армия из одного человека»). Название пластинки вдохновлено историей о японском солдате, который в течение 30 лет сражался в джунглях, не зная о прекращении Второй мировой войны и оставаясь верным императору. Kogun оказался коммерчески успешным в Японии, и группа стала обретать признание музыкальных критиков.
В 1982 году супруги переехали в Нью-Йорк и создали новый биг-бенд — Toshiko Akiyoshi Jazz Orchestra featuring Lew Tabackin. Акиёси участвовала в турне с группами поменьше, чтобы собирать деньги для собственного коллектива. Годы спустя лейбл BMG продолжил издавать альбомы биг-бенда в Японии, но скептически относился к выпускам в США.
В 1999 году к Акиёси обратился буддийский священник Кюдо Накагава с просьбой сочинить композицию о Хиросиме. Он прислал ей несколько фотографий города после атомной бомбардировки, на что первой реакцией Акиёси был ужас. Она не представляла, что может сочинить что-то об этом событии, но в какой-то момент нашла фотографию девушки, выходящей из подземного убежища с лёгкой улыбкой на лице. По словам Акиёси, при взгляде на это изображение она поняла посыл — надежда. Основываясь на нём, она сочинила сюиту из трёх частей под названием «Hiroshima: Rising from the Abyss». Премьера произведения состоялась в Хиросиме 6 августа 2001 года, в 56-ю годовщину бомбардировки. Сюита вошла в альбом Hiroshima — Rising from the Abyss.
29 декабря 2003 года группа Акиёси отыграла последний концерт в джаз-клубе Birdland в Нью-Йорке, где она регулярно выступала по понедельникам на протяжении более семи лет. Последний альбом её джазового оркестра, Last Live in Blue Note Tokyo, вышел в 2004 году.

## Дискография
- Toshiko’s Piano (1954)
- The Toshiko Trio (1955)
- Toshiko — Her Trio, Her Quartet (1956)
- Toshiko and Leon Sash at Newport (1957)
- The Many Sides of Toshiko (1957)
- United Notions (1958)
- The Toshiko-Mariano Quartet (1961)
- Long Yellow Road (1961)
- Toshiko Meets Her Old Pals (1961)
- Toshiko-Mariano Quartet (in West Side) (1963)
- East and West (1963)
- The Country and Western Sound of Jazz Pianos with Steve Kuhn (1963)
- Miwaku No Jazz (1963)
- Toshiko Mariano and her Big Band (1964)
- Lullabies for You (1965)
- Toshiko at Top of the Gate (1969)
- Toshiko Akiyoshi in Japan (1970)
- Jazz, the Personal Dimension (1971)
- Meditation (1971)
- Sumie (1971)
- Solo Piano (1971)
- Kogun (1974)
- Long Yellow Road (1975)
- Tales of a Courtesan (Oirantan) (1976)
- Road Time (1976)
- Insights (1976)
- Dedications (1976)
- Dedications II (1977)
- March of the Tadpoles (1977)
- Live at Newport ’77 (1977)
- Live at Newport II (1977)
- Salted Gingko Nuts (1978)
- Toshiko Plays Billy Strayhorn (1978)
- Finesse (1978)
- Notorious Tourist from the East (1979)
- Sumi-e (1979)
- Farewell (1980)
- From Toshiko with Love (1981)
- European Memoirs (1982)
- Toshiko Akiyoshi Trio (1983)
- Ten Gallon Shuffle (1984)
- Time Stream (как Toshiko Akiyoshi Trio) (1984)
- Wishing Peace (1986)
- Interlude (1987)
- Four Seasons (1990)
- Chic Lady (1991)
- Live at Birdland (1991)
- Carnegie Hall Concert (1992)
- Remembering Bud: Cleopatra’s Dream (1992)
- Dig (1993)
- Desert Lady / Fantasy (1994)
- Night and Dream (1994)
- Toshiko Akiyoshi at Maybeck (1994)
- Yes, I Have No 4 Beat Today (1995)
- Four Seasons of Morita Village (1996)
- Time Stream: Toshiko Plays Toshiko (1996)
- Toshiko Akiyoshi Trio Live at Blue Note Tokyo ’97 (1997)
- Monopoly Game (1998)
- Sketches of Japan (1999)
- Tribute to Duke Ellington (1999)
- Toshiko Akiyoshi Solo Live at the Kennedy Center (2000)
- Hiroshima — Rising from the Abyss (2001)
- Last Live in Blue Note Tokyo (2001)
- New York Sketch Book (2004)
- Hope (2006)
- 50th Anniversary Concert in Japan (2006)
- Let Freedom Swing with the SWR Big Band (2008)
- Vintage (2008)
- Solo Live 2004 (Live at "Studio F") (2009)
- Classic Encounters (2010)
- Toshiko Akiyoshi Jazz Orchestra in Shanghai (2011)
- Jazz Conversations (2015)
- Toshiko Akiyoshi Plays Gershwin’s Porgy And Bess (2016)
- My Long Yellow Road (2017)
- The Eternal Duo! (2019)